# فرانسزگ فویانو
فرانسِزگ فویانو (کاتالونیایی: Francesc Fullana؛ ‏تلفظ در کاتالان: [fɾənˈsɛzg]؛ ‏ زادهٔ ۹ اکتبر ۱۹۸۹) بازیکن فوتبال اهل اسپانیا است.